# Francisco Javier Fernández
Pour les articles homonymes, voir Francisco Javier Fernández (homonymie) et Fernández.
Francisco Javier "Paquillo" Fernández Peláez, né le 6 mars 1977 à Guadix, est un athlète espagnol spécialiste de la marche (20 et 50 km).
Lors des Championnats du monde 2003, 2005 et 2007, il termine deuxième du 20 km marche toujours derrière le même athlète : Jefferson Pérez. En 2003, ce dernier lui avait également enlevé en 2003 le record du monde de la discipline pour une seule seconde (1 h 17 min 21 s contre 1 h 17 min 22 s), à peine un an après la date dudit record (le 28 avril 2002).
Il est suspendu par l'IAAF du 10 février 2010 au 9 décembre 2012 après avoir fait l'objet d'un contrôle antidopage positif.

## Palmarès

### Jeux olympiques
- Jeux olympiques de 2000 à Sydney ( Australie)
  - 7e sur 20 km en 1 h 21 min 01 s
- Jeux olympiques de 2004 à Athènes ( Grèce)
  -  Médaille d'argent sur 20 km en 1 h 19 min 45 s

### Championnats du monde d'athlétisme
- Championnats du monde d'athlétisme de 1999 à Séville ( Espagne)
  - 15e sur 20 km en 1 h 27 min 23 s
- Championnats du monde d'athlétisme de 2003 à Paris ( France)
  -  Médaille d'argent sur 20 km en 1 h 18 min 00 s
- Championnats du monde d'athlétisme de 2005 à Helsinki ( Finlande)
  -  Médaille d'argent sur 20 km en 1 h 19 min 36 s
- Championnats du monde d'athlétisme de 2007 à Osaka ( Japon)
  -  Médaille d'argent sur 20 km en 1 h 22 min 40 s

### Championnats d'Europe d'athlétisme
- Championnats d'Europe d'athlétisme de 1998 à Budapest ( Hongrie)
  -  Médaille de bronze sur 20 km en 1 h 21 min 39 s
- Championnats d'Europe d'athlétisme de 2002 à Munich ( Allemagne)
  -  Médaille d'or sur 20 km en 1 h 18 min 37 s